# EC 1.5.5
La EC 1.5.5 è una sotto-sottoclasse della classificazione EC relativa agli enzimi. Si tratta di una sottoclasse delle ossidoreduttasi che include enzimi che agiscono su donatori di elettroni con gruppi CH-NH utilizzando un chinone come accettore.

## Enzimi appartenenti alla sotto-sottoclasse
| numero EC  | nome accettato                                     |
| ---------- | -------------------------------------------------- |
| EC 1.5.5.1 | flavoproteina (trasferisce elettroni) deidrogenasi |